# EFL Championship 2024–25
EFL Championship 2024–25 (được gọi là Sky Bet Championship vì lý do tài trợ) là mùa giải thứ 9 của EFL Championship dưới tên hiện tại và là mùa giải thứ 33 theo thể thức phân chia giải đấu hiện tại.

## Thay đổi trước mùa giải
Các đội sau đã thay đổi hạng đấu sau mùa giải 2023–24:
|  | Thăng hạng từ League One - Portsmouth - Derby County - Oxford United Xuống hạng từ Premier League - Luton Town - Burnley - Sheffield United | Thăng hạng lên Premier League - Leicester City - Ipswich Town - Southampton Xuống hạng League One - Birmingham City - Huddersfield Town - Rotherham United |

## Sân vận động
Ghi chú: Danh sách theo thứ tự bảng chữ cái.
| Đội bóng             | Địa điểm                   | Sân vận động                    | Sức chứa |
| -------------------- | -------------------------- | ------------------------------- | -------- |
| Blackburn Rovers     | Blackburn                  | Ewood Park                      | 31.000   |
| Bristol City         | Bristol                    | Ashton Gate                     | 27.000   |
| Burnley              | Burnley                    | Turf Moor                       | 21.944   |
| Cardiff City         | Cardiff                    | Cardiff City                    | 33.280   |
| Coventry City        | Coventry                   | Coventry Building Society Arena | 32.609   |
| Derby County         | Derby                      | Pride Park                      | 32.956   |
| Hull City            | Kingston upon Hull         | MKM                             | 25.586   |
| Leeds United         | Leeds                      | Elland Road                     | 37.608   |
| Luton Town           | Luton                      | Kenilworth Road                 | 12.056   |
| Middlesbrough        | Middlesbrough              | Riverside                       | 34.742   |
| Millwall             | Luân Đôn (Bermondsey)      | The Den                         | 20.146   |
| Norwich City         | Norwich                    | Carrow Road                     | 27.359   |
| Oxford United        | Oxford                     | Kassam                          | 12.500   |
| Plymouth Argyle      | Plymouth                   | Home Park                       | 17.900   |
| Portsmouth           | Portsmouth                 | Fratton Park                    | 20.899   |
| Preston North End    | Preston                    | Deepdale                        | 23.408   |
| Queens Park Rangers  | Luân Đôn (Shepherd's Bush) | Loftus Road                     | 18.439   |
| Sheffield United     | Sheffield (Highfield)      | Bramall Lane                    | 32.050   |
| Sheffield Wednesday  | Sheffield (Hillsborough)   | Hillsborough                    | 39.732   |
| Stoke City           | Stoke-on-Trent             | bet365                          | 30.089   |
| Sunderland           | Sunderland                 | Ánh sáng                        | 49.000   |
| Swansea City         | Swansea                    | Swansea.com                     | 21.088   |
| Watford              | Watford                    | Vicarage Road                   | 22.200   |
| West Bromwich Albion | West Bromwich              | The Hawthorns                   | 26.850   |

## Nhân sự và nhà tài trợ
| Đội bóng             | Huấn luyện viên           | Đội trưởng             | Nhà sản xuất trang phục | Nhà tài trợ áo đấu (ngực)        | Nhà tài trợ áo đấu (lưng)        | Nhà tài trợ áo đấu (tay áo)        | Nhà tài trợ quần đấu |
| -------------------- | ------------------------- | ---------------------- | ----------------------- | -------------------------------- | -------------------------------- | ---------------------------------- | -------------------- |
| Blackburn Rovers     | Valérien Ismaël           | Lewis Travis           | Macron                  | Watson Ramsbottom Solicitors     | Multevo                          | Venkys                             | Venkys               |
| Bristol City         | Liam Manning              | Jason Knight           | O'Neills                | Quỹ Robins1                      | GoSkippy                         | Watches of Bath                    | DNRG                 |
| Burnley              | Scott Parker              | Josh Brownhill         | Castore                 | 96.com                           | Bristol Street Motors            | không                              | Rapidz               |
| Cardiff City         | Aaron Ramsey (tạm thời)   | Joe Ralls              | New Balance             | Visit Malaysia                   | Quinnbet                         | Watches of Bath                    | không                |
| Coventry City        | Frank Lampard             | Ben Sheaf              | Hummel                  | Monzo                            | King of Shaves                   | Mercury xRM                        | G&R Scaffolding      |
| Derby County         | John Eustace              | Nathaniel Mendez-Laing | Puma                    | FanHub                           | HSG UK                           | Tonic Weight Loss Surgery          | HSG UK               |
| Hull City            | Rubén Sellés              | Lewie Coyle            | Kappa                   | Corendon Airlines                | Safiport                         | Anex Tour                          | Sportsbet.io         |
| Leeds United         | Daniel Farke              | Ethan Ampadu           | Adidas                  | Red Bull                         | AMT Auto                         | BOXT Life                          | không                |
| Luton Town           | Matt Bloomfield           | Tom Lockyer            | Umbro                   | Utilita                          | Toureen Group (H)/ Ryebridge (A) | Star Platforms (H)/ Switchshop (A) | không                |
| Middlesbrough        | Michael Carrick           | Jonny Howson           | Erreà                   | Unibet                           | Host & Stay                      | BOXT Life                          | BOXT Life            |
| Millwall             | Alex Neil                 | Shaun Hutchinson       | Erreà                   | MyGuava                          | Wiggett Group                    | không                              | không                |
| Norwich City         | Jack Wilshere (tạm thời)  | Kenny McLean           | Joma                    | Blakely Clothing                 | Sekura.id                        | Gran Canaria                       | 3B Data Security     |
| Oxford United        | Gary Rowett               | Elliott Moore          | Macron                  | Baxi                             | Polythene UK                     | Caprinos Pizza                     | Rocktree Group       |
| Plymouth Argyle      | Miron Muslić              | Joe Edwards            | Puma                    | Classic Builders                 | Project 35                       | Vertu Motors                       | Retain Limited       |
| Portsmouth           | John Mousinho             | Marlon Pack            | Nike                    | Đại học Portsmouth               | TotalAV                          | BeeBu                              | Richmond Motor Group |
| Preston North End    | Paul Heckingbottom        | Benjamin Whiteman      | Castore                 | PAR Group                        | không                            | PAR Group                          | không                |
| Queens Park Rangers  | Martí Cifuentes           | Steve Cook             | Erreà                   | CopyBet                          | Xtra Maintenance                 | MyGuava                            | không                |
| Sheffield United     | Chris Wilder              | Jack Robinson          | Erreà                   | Maneki                           | CarMats                          | Dr. Cinik                          | không                |
| Sheffield Wednesday  | Danny Röhl                | Barry Bannan           | Macron                  | Mockba Modular                   | Mr Vegas Casino                  | không                              | không                |
| Stoke City           | Mark Robins               | Ben Gibson             | Macron                  | bet365                           | Stoke City Community Trust       | không                              | không                |
| Sunderland           | Régis Le Bris             | Dan Neil               | Hummel                  | Spreadex Sports                  | Valhalla.game                    | Seriös Group                       | không                |
| Swansea City         | Alan Sheehan              | Ben Cabango            | Joma                    | Reviva Coffee (H)/ Westacres (A) | Swansea Building Society         | Visit Central Florida              | First Grade Projects |
| Watford              | Tom Cleverley             | Daniel Bachmann        | Kelme                   | MrQ.com                          | Koka                             | Đại học Hertfordshire              | Asus                 |
| West Bromwich Albion | James Morrison (tạm thời) | Jed Wallace            | Macron                  | Ideal Heating                    | Mega Riches Casino               | BarberBoss                         | không                |

1. ^  Nhà tài trợ áo đấu của Bristol City là Huboo cho đến ngày 13 tháng 2 năm 2025 khi thỏa thuận kết thúc trước thời hạn.[49]

## Thay đổi huấn luyện viên
| Đội bóng             | Huấn luyện viên ra đi | Lý do ra đi            | Ngày ra đi | Thời điểm mùa giải | Huấn luyện viên đến       | Ngày ký hợp đồng |
| -------------------- | --------------------- | ---------------------- | ---------- | ------------------ | ------------------------- | ---------------- |
| Plymouth Argyle      | Neil Dewsnip          | Hết thời gian tạm thời | 4/5/2024   | Trước mùa giải     | Wayne Rooney              | 25/5/2024        |
| Sunderland           | Mike Dodds            | Hết thời gian tạm thời | 4/5/2024   | Trước mùa giải     | Régis Le Bris             | 22/6/2024        |
| Hull City            | Liam Rosenior         | Sa thải                | 7/5/2024   | Trước mùa giải     | Tim Walter                | 31/5/2024        |
| Norwich City         | David Wagner          | Sa thải                | 17/5/2024  | Trước mùa giải     | Johannes Hoff Thorup      | 30/5/2024        |
| Burnley              | Vincent Kompany       | Ký bởi Bayern Munich   | 29/5/2024  | Trước mùa giải     | Scott Parker              | 5/7/2024         |
| Preston North End    | Ryan Lowe             | Thỏa thuận             | 12/8/2024  | thứ 23             | Paul Heckingbottom        | 20/8/2024        |
| Stoke City           | Steven Schumacher     | Sa thải                | 16/9/2024  | thứ 13             | Narcís Pèlach             | 18/9/2024        |
| Cardiff City         | Erol Bulut            | Sa thải                | 22/9/2024  | thứ 24             | Omer Riza                 | 23/9/2024        |
| Coventry City        | Mark Robins           | Sa thải                | 7/11/2024  | thứ 17             | Frank Lampard             | 28/11/2024       |
| Hull City            | Tim Walter            | Sa thải                | 27/11/2024 | thứ 22             | Rubén Sellés              | 6/12/2024        |
| Millwall             | Neil Harris           | Thỏa thuận             | 14/12/2024 | thứ 13             | Alex Neil                 | 30/12/2024       |
| Oxford United        | Des Buckingham        | Sa thải                | 15/12/2024 | thứ 20             | Gary Rowett               | 20/12/2024       |
| West Bromwich Albion | Carlos Corberán       | Ký bởi Valencia        | 24/12/2024 | thứ 7              | Tony Mowbray              | 17/1/2025        |
| Stoke City           | Narcís Pèlach         | Sa thải                | 27/12/2024 | thứ 19             | Mark Robins               | 1/1/2025         |
| Plymouth Argyle      | Wayne Rooney          | Thỏa thuận             | 31/12/2024 | thứ 24             | Miron Muslić              | 10/1/2025        |
| Luton Town           | Rob Edwards           | Thỏa thuận             | 9/1/2025   | thứ 20             | Matt Bloomfield           | 14/1/2025        |
| Derby County         | Paul Warne            | Sa thải                | 7/2/2025   | thứ 22             | John Eustace              | 13/2/2025        |
| Blackburn Rovers     | John Eustace          | Ký bởi Derby County    | 13/2/2025  | thứ 5              | Valérien Ismaël           | 25/2/2025        |
| Swansea City         | Luke Williams         | Sa thải                | 17/2/2025  | thứ 17             | Alan Sheehan              | 18/2/2025        |
| Cardiff City         | Omer Riza             | Sa thải                | 19/4/2025  | thứ 23             | Aaron Ramsey (tạm thời)   | 19/4/2025        |
| West Bromwich Albion | Tony Mowbray          | Sa thải                | 21/4/2025  | thứ 10             | James Morrison (tạm thời) | 21/4/2025        |
| Norwich City         | Johannes Hoff Thorup  | Sa thải                | 22/4/2025  | thứ 14             | Jack Wilshere (tạm thời)  | 22/4/2025        |

1. ↑  Riza chính thức được bổ nhiệm làm huấn luyện viên cho đến hết mùa giải vào ngày 5 tháng 12 năm 2024, nhưng đã bị sa thải vào ngày 19 tháng 4 năm 2025.
2. ↑  Sheehan được chính thức bổ nhiệm làm huấn luyện viên cho đến hết mùa giải vào ngày 26 tháng 3 năm 2025, và sau đó được bổ nhiệm chính thức vào ngày 30 tháng 4 năm 2025.

## Bảng xếp hạng

### Bảng xếp hạng
| VT | Đội                  | ST | T  | H  | B  | BT | BB | HS  | Đ   | Thăng hạng, giành quyền tham dự hoặc xuống hạng |
| -- | -------------------- | -- | -- | -- | -- | -- | -- | --- | --- | ----------------------------------------------- |
| 1  | Leeds United (C, P)  | 46 | 29 | 13 | 4  | 95 | 30 | +65 | 100 | Thăng hạng lên Premier League                   |
| 2  | Burnley (P)          | 46 | 28 | 16 | 2  | 69 | 16 | +53 | 100 | Thăng hạng lên Premier League                   |
| 3  | Sheffield United     | 46 | 28 | 8  | 10 | 63 | 36 | +27 | 90  | Tham dự Play-off Thăng hạng                     |
| 4  | Sunderland (O, P)    | 46 | 21 | 13 | 12 | 58 | 44 | +14 | 76  | Tham dự Play-off Thăng hạng                     |
| 5  | Coventry City        | 46 | 20 | 9  | 17 | 64 | 58 | +6  | 69  | Tham dự Play-off Thăng hạng                     |
| 6  | Bristol City         | 46 | 17 | 17 | 12 | 59 | 55 | +4  | 68  | Tham dự Play-off Thăng hạng                     |
| 7  | Blackburn Rovers     | 46 | 19 | 9  | 18 | 53 | 48 | +5  | 66  |                                                 |
| 8  | Millwall             | 46 | 18 | 12 | 16 | 47 | 49 | −2  | 66  |                                                 |
| 9  | West Bromwich Albion | 46 | 15 | 19 | 12 | 57 | 47 | +10 | 64  |                                                 |
| 10 | Middlesbrough        | 46 | 18 | 10 | 18 | 64 | 56 | +8  | 64  |                                                 |
| 11 | Swansea City         | 46 | 17 | 10 | 19 | 51 | 56 | −5  | 61  |                                                 |
| 12 | Sheffield Wednesday  | 46 | 15 | 13 | 18 | 60 | 69 | −9  | 58  |                                                 |
| 13 | Norwich City         | 46 | 14 | 15 | 17 | 71 | 68 | +3  | 57  |                                                 |
| 14 | Watford              | 46 | 16 | 9  | 21 | 53 | 61 | −8  | 57  |                                                 |
| 15 | Queens Park Rangers  | 46 | 14 | 14 | 18 | 53 | 63 | −10 | 56  |                                                 |
| 16 | Portsmouth           | 46 | 14 | 12 | 20 | 58 | 71 | −13 | 54  |                                                 |
| 17 | Oxford United        | 46 | 13 | 14 | 19 | 49 | 65 | −16 | 53  |                                                 |
| 18 | Stoke City           | 46 | 12 | 15 | 19 | 45 | 62 | −17 | 51  |                                                 |
| 19 | Derby County         | 46 | 13 | 11 | 22 | 48 | 56 | −8  | 50  |                                                 |
| 20 | Preston North End    | 46 | 10 | 20 | 16 | 48 | 59 | −11 | 50  |                                                 |
| 21 | Hull City            | 46 | 12 | 13 | 21 | 44 | 54 | −10 | 49  |                                                 |
| 22 | Luton Town (R)       | 46 | 13 | 10 | 23 | 45 | 69 | −24 | 49  | Xuống hạng EFL League One                       |
| 23 | Plymouth Argyle (R)  | 46 | 11 | 13 | 22 | 51 | 88 | −37 | 46  | Xuống hạng EFL League One                       |
| 24 | Cardiff City (R)     | 46 | 9  | 17 | 20 | 48 | 73 | −25 | 44  | Xuống hạng EFL League One                       |

1. ↑  Sheffield United bị trừ 2 điểm vì không trả được nợ cho các câu lạc bộ khác trong mùa giải 2022–23, 2023–24 và các quy định khác của EFL.[95]

### Vị trí theo vòng
Bảng liệt kê vị trí của các đội sau mỗi vòng thi đấu. Để duy trì các diễn biến theo trình tự thời gian, bất kỳ trận đấu bù nào (do bị hoãn) sẽ không được tính vào vòng mà chúng đã được lên lịch ban đầu, mà được tính thêm vào vòng đấu diễn ra ngay sau đó.
- a,b : còn 1,2 trận chưa thi đấu.

| Đội ╲ Vòng           | 1                | 2  | 3  | 4  | 5  | 6  | 7  | 8  | 9  | 10 | 11 | 12 | 13 | 14 | 15 | 16  | 17  | 18  | 19  | 20  | 21  | 22  | 23  | 24  | 25  | 26  | 27  | 28  | 29  | 30 | 31  | 32  | 33  | 34  | 35 | 36 | 37 | 38 | 39 | 40 | 41 | 42 | 43 | 44 | 45 | 46 |   |
| -------------------- | ---------------- | -- | -- | -- | -- | -- | -- | -- | -- | -- | -- | -- | -- | -- | -- | --- | --- | --- | --- | --- | --- | --- | --- | --- | --- | --- | --- | --- | --- | -- | --- | --- | --- | --- | -- | -- | -- | -- | -- | -- | -- | -- | -- | -- | -- | -- | - |
| Đội ╲ Vòng           | Blackburn Rovers | 3  | 4  | 3  | 5  | 3  | 4  | 3  | 6  | 8  | 6  | 6  | 6  | 8  | 10 | 9   | 9a  | 8a  | 8a  | 6a  | 5a  | 5a  | 5a  | 5a  | 5a  | 7a  | 7a  | 5   | 6   | 7  | 5   | 6   | 5   | 5   | 6  | 8  | 8  | 9  | 9  | 11 | 12 | 12 | 10 | 10 | 9  | 8  | 7 |
| Bristol City         | 13               | 6  | 7  | 14 | 17 | 13 | 14 | 13 | 16 | 10 | 10 | 11 | 9  | 11 | 10 | 10  | 12  | 11  | 12  | 11  | 11  | 12  | 11  | 10  | 10  | 8   | 9   | 9   | 8   | 9  | 9   | 7   | 8   | 8   | 7  | 7  | 7  | 7  | 8  | 6  | 5  | 5  | 5  | 5  | 5  | 6  |   |
| Burnley              | 2                | 1  | 5  | 6  | 4  | 3  | 4  | 2  | 3  | 2  | 2  | 2  | 4  | 4  | 4  | 4   | 3   | 2   | 3   | 3   | 3   | 3   | 3   | 3   | 2   | 2   | 3   | 3   | 3   | 3  | 3   | 3   | 3   | 3   | 3  | 3  | 3  | 3  | 3  | 1  | 2  | 2  | 2  | 2  | 2  | 2  |   |
| Cardiff City         | 20               | 24 | 24 | 24 | 24 | 24 | 24 | 24 | 24 | 22 | 20 | 20 | 17 | 21 | 22 | 21  | 21  | 20  | 21a | 22a | 21a | 22a | 23a | 22a | 23a | 23a | 20  | 20  | 18  | 19 | 19a | 20a | 20a | 21a | 21 | 21 | 21 | 21 | 22 | 22 | 22 | 22 | 23 | 23 | 24 | 24 |   |
| Coventry City        | 16               | 10 | 9  | 17 | 14 | 19 | 21 | 17 | 20 | 21 | 22 | 18 | 13 | 17 | 17 | 17  | 17  | 16  | 14  | 16  | 15  | 17  | 15  | 15  | 14  | 16  | 14  | 13  | 12  | 11 | 12  | 10  | 7   | 7   | 5  | 5  | 6  | 5  | 5  | 7  | 6  | 6  | 6  | 6  | 6  | 5  |   |
| Derby County         | 18               | 12 | 15 | 10 | 8  | 10 | 13 | 14 | 12 | 12 | 12 | 12 | 14 | 13 | 12 | 11  | 15  | 15  | 16  | 17  | 14  | 16  | 14  | 16  | 17  | 18  | 19  | 21  | 22  | 22 | 22  | 21  | 22  | 23  | 24 | 22 | 22 | 22 | 20 | 21 | 21 | 21 | 21 | 21 | 19 | 19 |   |
| Hull City            | 14               | 17 | 14 | 19 | 22 | 16 | 12 | 9  | 13 | 14 | 15 | 15 | 15 | 18 | 19 | 22  | 22  | 22  | 24  | 24  | 24  | 21  | 22  | 21  | 22  | 22  | 21  | 22  | 19  | 21 | 21a | 22a | 21a | 20a | 19 | 19 | 18 | 19 | 21 | 19 | 19 | 20 | 20 | 20 | 22 | 21 |   |
| Leeds United         | 12               | 16 | 6  | 4  | 9  | 6  | 5  | 5  | 5  | 3  | 3  | 3  | 2  | 3  | 3  | 1   | 1   | 3   | 2   | 2   | 2   | 2   | 1   | 1   | 1   | 1   | 1   | 1   | 1   | 1  | 1   | 1   | 1   | 1   | 1  | 1  | 1  | 1  | 2  | 3  | 1  | 1  | 1  | 1  | 1  | 1  |   |
| Luton Town           | 23               | 20 | 23 | 23 | 19 | 15 | 19 | 20 | 21 | 17 | 19 | 22 | 21 | 19 | 21 | 16  | 16  | 19  | 18  | 15  | 19  | 15  | 18  | 19  | 20  | 20  | 23  | 23  | 23  | 23 | 23a | 24a | 24a | 24  | 22 | 23 | 23 | 23 | 23 | 23 | 23 | 23 | 22 | 22 | 21 | 22 |   |
| Middlesbrough        | 8                | 11 | 10 | 7  | 10 | 12 | 8  | 7  | 9  | 9  | 8  | 9  | 11 | 8  | 7  | 5   | 6   | 5   | 5   | 7   | 6   | 6   | 7   | 6   | 5   | 5   | 7   | 5   | 6   | 7  | 7a  | 9a  | 11a | 13a | 9  | 9  | 8  | 8  | 7  | 5  | 7  | 8  | 7  | 7  | 9  | 10 |   |
| Millwall             | 15               | 22 | 22 | 15 | 18 | 18 | 15 | 16 | 18 | 20 | 13 | 10 | 7  | 6  | 8  | 8   | 9a  | 10a | 11a | 13a | 13a | 10a | 13a | 13a | 13a | 14a | 17a | 17a | 16a | 13 | 14a | 14a | 14a | 11  | 12 | 12 | 13 | 11 | 13 | 9  | 9  | 9  | 9  | 8  | 7  | 8  |   |
| Norwich City         | 21               | 19 | 20 | 13 | 15 | 11 | 10 | 10 | 7  | 7  | 7  | 8  | 10 | 12 | 14 | 13  | 10  | 9   | 10  | 10  | 12  | 13  | 12  | 12  | 11  | 11  | 11  | 12  | 11  | 8  | 8   | 11  | 12  | 10  | 11 | 10 | 12 | 13 | 10 | 11 | 11 | 13 | 13 | 14 | 14 | 13 |   |
| Oxford United        | 6                | 8  | 12 | 9  | 7  | 9  | 11 | 11 | 10 | 11 | 11 | 14 | 19 | 16 | 16 | 18  | 18  | 17  | 19a | 20a | 20a | 23a | 20a | 20a | 18a | 17a | 15  | 14  | 15  | 16 | 17  | 16  | 16  | 18  | 18 | 18 | 20 | 18 | 19 | 18 | 18 | 17 | 19 | 19 | 17 | 17 |   |
| Plymouth Argyle      | 24               | 21 | 21 | 22 | 16 | 20 | 16 | 18 | 14 | 19 | 21 | 21 | 22 | 22 | 18 | 19  | 20  | 21  | 22a | 23a | 23a | 24a | 24a | 24a | 24a | 24a | 24  | 24  | 24  | 24 | 24a | 23a | 23a | 22  | 23 | 24 | 24 | 24 | 24 | 24 | 24 | 24 | 24 | 24 | 23 | 23 |   |
| Preston North End    | 22               | 23 | 18 | 21 | 21 | 21 | 22 | 21 | 19 | 15 | 16 | 16 | 20 | 20 | 20 | 20  | 19  | 18  | 17  | 14  | 16  | 18  | 16  | 14  | 16  | 15  | 16  | 16  | 14  | 15 | 15a | 15a | 15a | 15  | 15 | 16 | 15 | 14 | 14 | 14 | 16 | 16 | 17 | 18 | 20 | 20 |   |
| Portsmouth           | 11               | 15 | 13 | 18 | 23 | 23 | 23 | 23 | 23 | 23 | 24 | 24 | 24 | 24 | 23 | 23a | 24b | 24b | 23b | 21b | 22b | 20b | 21b | 23b | 21b | 21b | 22a | 18a | 21a | 20 | 20  | 18  | 18  | 17  | 17 | 17 | 17 | 17 | 17 | 17 | 17 | 19 | 18 | 16 | 16 | 16 |   |
| Queens Park Rangers  | 19               | 18 | 19 | 12 | 12 | 14 | 17 | 22 | 22 | 24 | 23 | 23 | 23 | 23 | 24 | 24  | 23  | 23  | 20  | 19  | 18  | 14  | 17  | 17  | 15  | 13  | 12  | 10  | 13  | 14 | 13  | 13  | 13  | 14  | 14 | 14 | 14 | 15 | 15 | 16 | 15 | 15 | 14 | 15 | 15 | 15 |   |
| Sheffield United     | 10               | 14 | 11 | 8  | 6  | 5  | 6  | 3  | 2  | 4  | 5  | 4  | 3  | 2  | 2  | 3   | 2   | 1   | 1   | 1   | 1   | 1   | 2   | 2   | 3   | 3   | 2   | 2   | 2   | 2  | 2   | 2   | 2   | 2   | 2  | 2  | 2  | 2  | 1  | 2  | 3  | 3  | 3  | 3  | 3  | 3  |   |
| Sheffield Wednesday  | 1                | 9  | 16 | 20 | 20 | 22 | 18 | 19 | 15 | 18 | 18 | 13 | 18 | 15 | 15 | 15  | 13  | 12  | 9   | 12  | 9   | 9   | 9   | 11  | 9   | 10  | 10  | 11  | 10  | 10 | 11  | 8   | 9   | 12  | 13 | 13 | 11 | 12 | 12 | 13 | 13 | 14 | 15 | 13 | 12 | 12 |   |
| Stoke City           | 9                | 13 | 17 | 11 | 13 | 17 | 20 | 15 | 17 | 16 | 17 | 19 | 16 | 14 | 13 | 12  | 14  | 14  | 15  | 18  | 17  | 19  | 19  | 18  | 19  | 19  | 18  | 19  | 20  | 18 | 18a | 19a | 19a | 19a | 20 | 20 | 19 | 20 | 18 | 20 | 20 | 18 | 16 | 17 | 18 | 18 |   |
| Sunderland           | 5                | 2  | 1  | 1  | 2  | 2  | 2  | 1  | 1  | 1  | 1  | 1  | 1  | 1  | 1  | 2   | 4   | 4   | 4   | 4   | 4   | 4   | 4   | 4   | 4   | 4   | 4   | 4   | 4   | 4  | 4   | 4   | 4   | 4   | 4  | 4  | 4  | 4  | 4  | 4  | 4  | 4  | 4  | 4  | 4  | 4  |   |
| Swansea City         | 17               | 7  | 8  | 16 | 11 | 7  | 9  | 12 | 11 | 13 | 14 | 17 | 12 | 9  | 11 | 14  | 11  | 13  | 13  | 9   | 10  | 11  | 10  | 9   | 12  | 12  | 13  | 15  | 17  | 17 | 16  | 17  | 17  | 16  | 16 | 15 | 16 | 16 | 16 | 15 | 14 | 12 | 11 | 11 | 11 | 11 |   |
| Watford              | 7                | 3  | 2  | 3  | 5  | 8  | 7  | 8  | 6  | 8  | 9  | 7  | 5  | 7  | 6  | 7   | 5   | 6   | 7a  | 8a  | 7a  | 8a  | 6a  | 7a  | 8a  | 9a  | 8   | 8   | 9   | 12 | 10  | 12  | 10  | 9   | 10 | 11 | 10 | 10 | 9  | 10 | 10 | 11 | 12 | 12 | 13 | 14 |   |
| West Bromwich Albion | 4                | 5  | 4  | 2  | 1  | 1  | 1  | 4  | 4  | 5  | 4  | 5  | 6  | 5  | 5  | 6   | 7   | 7   | 8   | 6   | 8   | 7   | 8   | 8   | 6   | 6   | 6   | 7   | 5   | 6  | 5   | 6   | 6   | 5   | 6  | 6  | 5  | 6  | 6  | 8  | 8  | 7  | 8  | 10 | 10 | 9  |   |

## Kết quả

### Tỷ số
| Nhà \ Khách          | BLA | BRI | BUR | CAR | COV | DER | HUL | LEE | LUT | MID | MIL | NOR | OXF | PLY | PNE | POR | QPR | SHU | SHW | STO | SUN | SWA | WAT | WBA |
| -------------------- | --- | --- | --- | --- | --- | --- | --- | --- | --- | --- | --- | --- | --- | --- | --- | --- | --- | --- | --- | --- | --- | --- | --- | --- |
| Blackburn Rovers     | —   | 3–0 | 0–1 | 1–2 | 0–2 | 4–2 | 0–1 | 1–0 | 2–0 | 0–2 | 4–1 | 1–1 | 2–1 | 2–0 | 2–1 | 3–0 | 2–0 | 0–2 | 2–2 | 0–2 | 2–2 | 1–0 | 2–1 | 0–0 |
| Bristol City         | 2–1 | —   | 0–1 | 1–1 | 1–1 | 1–0 | 1–1 | 0–0 | 1–0 | 2–1 | 4–3 | 2–1 | 2–1 | 4–0 | 2–2 | 3–0 | 1–1 | 1–2 | 0–0 | 2–0 | 2–1 | 0–1 | 2–1 | 2–1 |
| Burnley              | 1–1 | 1–0 | —   | 5–0 | 2–0 | 0–0 | 2–0 | 0–0 | 4–0 | 1–1 | 3–1 | 2–1 | 1–0 | 1–0 | 0–0 | 2–1 | 0–0 | 2–1 | 4–0 | 0–0 | 0–0 | 1–0 | 2–1 | 1–1 |
| Cardiff City         | 1–3 | 1–1 | 1–2 | —   | 1–1 | 2–1 | 1–0 | 0–2 | 1–2 | 0–2 | 1–0 | 2–1 | 1–1 | 5–0 | 0–2 | 2–0 | 0–2 | 0–2 | 1–1 | 0–1 | 0–2 | 3–0 | 1–1 | 0–0 |
| Coventry City        | 3–0 | 1–0 | 1–2 | 2–2 | —   | 1–2 | 2–1 | 0–2 | 3–2 | 2–0 | 0–0 | 0–1 | 3–2 | 4–0 | 2–1 | 1–0 | 1–0 | 2–2 | 1–2 | 3–2 | 3–0 | 1–2 | 2–1 | 2–0 |
| Derby County         | 2–1 | 3–0 | 0–0 | 1–0 | 2–0 | —   | 1–1 | 0–1 | 0–1 | 1–0 | 0–1 | 2–3 | 0–0 | 1–1 | 2–0 | 4–0 | 2–0 | 0–1 | 1–2 | 0–0 | 0–1 | 1–2 | 0–2 | 2–1 |
| Hull City            | 0–1 | 1–1 | 1–1 | 4–1 | 1–1 | 0–1 | —   | 3–3 | 0–1 | 0–1 | 0–0 | 1–1 | 2–1 | 2–0 | 2–1 | 1–1 | 1–2 | 0–2 | 0–2 | 1–2 | 0–1 | 2–1 | 1–1 | 1–2 |
| Leeds United         | 1–1 | 4–0 | 0–1 | 7–0 | 3–0 | 2–0 | 2–0 | —   | 3–0 | 3–1 | 2–0 | 2–0 | 4–0 | 3–0 | 2–1 | 3–3 | 2–0 | 2–0 | 3–0 | 6–0 | 2–1 | 2–2 | 2–1 | 1–1 |
| Luton Town           | 0–1 | 3–1 | 1–4 | 1–0 | 1–0 | 2–1 | 1–0 | 1–1 | —   | 0–0 | 0–1 | 0–1 | 2–2 | 1–1 | 0–0 | 1–0 | 1–2 | 0–1 | 2–1 | 2–1 | 1–2 | 1–1 | 3–0 | 1–1 |
| Middlesbrough        | 0–1 | 0–2 | 0–0 | 1–1 | 0–3 | 1–0 | 3–1 | 0–1 | 5–1 | —   | 1–0 | 0–0 | 2–1 | 2–1 | 1–1 | 2–2 | 2–1 | 1–0 | 3–3 | 2–0 | 2–3 | 1–0 | 0–1 | 2–0 |
| Millwall             | 1–0 | 0–2 | 1–0 | 2–2 | 0–1 | 1–1 | 0–1 | 1–0 | 0–1 | 1–0 | —   | 3–1 | 0–1 | 1–0 | 3–1 | 2–1 | 2–1 | 0–1 | 3–0 | 1–0 | 1–1 | 1–0 | 2–3 | 1–1 |
| Norwich City         | 2–2 | 0–2 | 1–2 | 4–2 | 2–1 | 1–1 | 4–0 | 1–1 | 4–2 | 3–3 | 2–1 | —   | 1–1 | 6–1 | 0–1 | 3–5 | 1–1 | 1–1 | 2–3 | 4–2 | 0–0 | 5–1 | 4–1 | 1–0 |
| Oxford United        | 1–0 | 1–1 | 0–0 | 3–2 | 2–3 | 1–1 | 1–0 | 0–1 | 3–2 | 2–6 | 1–1 | 2–0 | —   | 2–0 | 3–1 | 0–2 | 1–3 | 1–0 | 1–3 | 1–0 | 2–0 | 1–2 | 1–0 | 1–1 |
| Plymouth Argyle      | 2–1 | 2–2 | 0–5 | 1–1 | 3–1 | 2–3 | 1–1 | 1–2 | 3–1 | 3–3 | 5–1 | 2–1 | 1–1 | —   | 3–3 | 1–0 | 0–1 | 2–1 | 0–3 | 0–1 | 3–2 | 1–2 | 2–2 | 2–1 |
| Preston North End    | 0–0 | 1–3 | 0–0 | 2–2 | 1–0 | 1–1 | 1–0 | 1–1 | 1–0 | 2–1 | 1–1 | 2–2 | 1–1 | 1–2 | —   | 2–1 | 1–2 | 0–2 | 3–1 | 1–1 | 0–0 | 0–0 | 3–0 | 1–1 |
| Portsmouth           | 1–0 | 3–0 | 0–0 | 2–1 | 4–1 | 2–2 | 1–1 | 1–0 | 0–0 | 2–1 | 0–1 | 0–0 | 1–1 | 1–2 | 3–1 | —   | 2–1 | 0–0 | 1–2 | 3–1 | 1–3 | 4–0 | 1–0 | 0–3 |
| Queens Park Rangers  | 2–1 | 1–1 | 0–5 | 0–0 | 1–1 | 4–0 | 1–3 | 2–2 | 2–1 | 1–4 | 1–1 | 3–0 | 2–0 | 1–1 | 2–1 | 1–2 | —   | 1–2 | 0–2 | 1–1 | 0–0 | 1–2 | 3–1 | 1–3 |
| Sheffield United     | 1–1 | 1–1 | 0–2 | 2–0 | 3–1 | 1–0 | 0–3 | 1–3 | 2–0 | 3–1 | 0–1 | 2–0 | 3–0 | 2–0 | 1–0 | 2–1 |     | —   | 1–0 | 2–0 | 1–0 | 1–0 | 1–0 | 1–1 |
| Sheffield Wednesday  | 0–1 | 2–2 | 0–2 | 1–1 | 1–2 | 4–2 | 0–1 | 0–2 | 1–1 | 2–1 | 2–2 | 2–0 | 0–1 | 4–0 | 1–1 | 1–1 | 1–1 | 0–1 | —   | 2–0 | 1–2 | 0–0 | 2–6 | 3–2 |
| Stoke City           | 1–0 | 2–2 | 0–2 | 2–2 | 1–0 | 2–1 | 1–3 | 0–2 | 1–1 | 1–3 | 1–1 | 1–1 | 0–0 | 0–0 | 0–0 | 6–1 | 3–1 | 0–2 | 2–0 | —   | 1–0 | 3–1 | 0–0 | 1–2 |
| Sunderland           | 0–1 | 1–1 | 1–0 | 2–1 | 2–2 | 2–0 | 0–1 | 2–2 | 2–0 | 1–0 | 1–0 | 2–1 | 2–0 | 2–2 | 1–1 | 1–0 | 0–1 | 2–1 | 4–0 | 2–1 | —   | 0–1 | 2–2 | 0–0 |
| Swansea City         | 3–0 | 1–1 | 0–2 | 1–1 | 0–2 | 1–0 | 1–0 | 3–4 | 2–1 | 1–0 | 0–1 | 1–0 | 3–3 | 3–0 | 3–0 | 2–2 | 3–0 | 1–2 | 0–1 | 0–0 | 2–3 | —   | 1–0 | 1–1 |
| Watford              | 1–0 | 1–0 | 1–2 | 1–2 | 1–1 | 2–1 | 1–0 | 0–4 | 2–0 | 2–1 | 1–2 | 0–1 | 1–0 | 0–0 | 1–2 | 2–1 | 0–0 | 1–2 | 1–1 | 3–0 | 2–1 | 1–0 | —   | 2–1 |
| West Bromwich Albion | 0–2 | 2–0 | 0–0 | 0–0 | 2–0 | 1–3 | 1–1 | 0–0 | 5–3 | 0–1 | 0–0 | 2–2 | 2–0 | 1–0 | 3–1 | 5–1 | 1–0 | 2–2 | 2–1 | 1–1 | 0–1 | 1–0 | 2–1 | —   |

### Bảng thắng bại
- T = Thắng, H = Hòa, B = Bại
- () : Trận đấu bị hoãn
- (T), (H), (B) = Trận đấu bù và kết quả; Trận đấu bù được ghi trong cột nào, ví dụ cột số 26 có nghĩa là đã thi đấu sau vòng 26 và trước vòng 27

| Đội \ Vòng           | 1 | 2 | 3 | 4 | 5 | 6 | 7 | 8 | 9 | 10 | 11 | 12 | 13 | 14 | 15 | 16 | 17 | 18 | 19 | 20 | 21 | 22 | 23 | Đội                  | 24 | 25 | 26    | 27 | 28 | 29    | 30 | 31 | 32 | 33    | 34    | 35 | 36 | 37 | 38 | 39 | 40 | 41 | 42 | 43 | 44 | 45 | 46 | Đội                  |
| -------------------- | - | - | - | - | - | - | - | - | - | -- | -- | -- | -- | -- | -- | -- | -- | -- | -- | -- | -- | -- | -- | -------------------- | -- | -- | ----- | -- | -- | ----- | -- | -- | -- | ----- | ----- | -- | -- | -- | -- | -- | -- | -- | -- | -- | -- | -- | -- | -------------------- |
| Blackburn Rovers     | T | H | T | H | T | H | T | B | B | T  | H  | B  | B  | B  | T  | () | T  | T  | T  | T  | T  | B  | H  | Blackburn Rovers     | B  | H  | B (T) | B  | B  | B     | T  | B  | T  | T     | B     | H  | B  | B  | B  | B  | B  | H  | T  | T  | T  | T  | H  | Blackburn Rovers     |
| Bristol City         | H | T | H | B | B | T | H | H | H | T  | H  | H  | T  | B  | T  | B  | B  | T  | B  | H  | H  | B  | T  | Bristol City         | T  | H  | T     | B  | H  | T     | H  | B  | T  | H     | T     | T  | H  | H  | T  | B  | T  | T  | H  | T  | B  | B  | H  | Bristol City         |
| Burnley              | T | T | B | H | T | T | H | T | H | T  | H  | H  | B  | H  | T  | T  | T  | T  | H  | H  | T  | T  | T  | Burnley              | H  | H  | T     | H  | T  | H     | H  | T  | T  | H     | T     | T  | T  | H  | T  | T  | T  | H  | T  | T  | T  | T  | T  | Burnley              |
| Cardiff City         | B | B | H | B | B | B | B | T | H | T  | T  | H  | T  | B  | B  | H  | B  | H  | () | B  | H  | B  | B  | Cardiff City         | T  | H  | H (H) | T  | H  | T     | B  | () | B  | H     | H (T) | B  | B  | B  | T  | H  | H  | H  | B  | B  | H  | H  | B  | Cardiff City         |
| Coventry City        | B | T | H | B | H | B | B | T | B | B  | H  | T  | T  | B  | H  | H  | B  | H  | T  | B  | T  | B  | T  | Coventry City        | H  | H  | B     | T  | T  | T     | T  | B  | T  | T     | T     | T  | T  | B  | T  | B  | B  | T  | H  | T  | B  | B  | T  | Coventry City        |
| Derby County         | B | T | B | T | T | B | B | B | T | H  | H  | H  | B  | T  | H  | H  | B  | B  | B  | H  | T  | B  | T  | Derby County         | B  | B  | B     | B  | B  | B     | B  | H  | H  | B     | B     | B  | T  | T  | T  | T  | B  | H  | H  | B  | T  | T  | H  | Derby County         |
| Hull City            | H | H | H | B | B | T | T | T | B | B  | H  | H  | H  | B  | B  | B  | B  | B  | B  | H  | B  | T  | B  | Hull City            | T  | B  | H     | T  | B  | T     | B  | () | B  | H     | T (B) | T  | H  | T  | H  | B  | T  | B  | H  | B  | T  | B  | H  | Hull City            |
| Leeds United         | H | H | T | T | B | T | T | H | H | T  | T  | H  | T  | B  | T  | T  | T  | B  | T  | T  | H  | T  | T  | Leeds United         | T  | H  | H     | T  | T  | H     | T  | T  | T  | T     | T     | H  | B  | T  | H  | H  | H  | T  | T  | T  | T  | T  | T  | Leeds United         |
| Luton Town           | B | H | B | B | T | T | B | H | B | T  | B  | B  | H  | T  | B  | T  | B  | B  | H  | T  | B  | T  | B  | Luton Town           | B  | B  | B     | H  | B  | B     | H  | () | B  | B (H) | B     | T  | B  | T  | H  | T  | H  | H  | B  | T  | T  | T  | B  | Luton Town           |
| Middlesbrough        | T | B | H | T | H | B | T | T | B | B  | T  | H  | B  | T  | T  | T  | B  | T  | H  | B  | T  | H  | H  | Middlesbrough        | H  | T  | H     | B  | T  | B     | B  | () | B  | B     | B (T) | T  | B  | T  | H  | T  | T  | B  | B  | T  | B  | H  | B  | Middlesbrough        |
| Millwall             | B | B | H | T | B | H | T | B | H | H  | T  | T  | T  | T  | H  | H  | () | H  | B  | B  | B  | T  | B  | Millwall             | H  | B  | H     | B  | H  | T (T) | T  | () | B  | H (H) | T     | B  | T  | B  | T  | B  | T  | T  | T  | B  | T  | T  | B  | Millwall             |
| Norwich City         | B | H | H | T | B | T | T | H | T | H  | H  | H  | B  | B  | B  | H  | T  | T  | B  | H  | B  | B  | T  | Norwich City         | H  | T  | T     | B  | B  | T     | T  | H  | B  | H     | T     | H  | H  | B  | B  | T  | B  | H  | B  | B  | B  | H  | T  | Norwich City         |
| Oxford United        | T | B | B | T | T | B | H | H | H | H  | H  | B  | B  | T  | B  | B  | B  | H  | () | B  | B  | B  | T  | Oxford United        | T  | T  | H (H) | T  | T  | H     | H  | B  | H  | B     | B     | B  | H  | B  | T  | B  | T  | B  | T  | B  | H  | T  | H  | Oxford United        |
| Plymouth Argyle      | B | H | H | B | T | B | T | B | T | B  | B  | H  | B  | T  | H  | H  | B  | B  | () | B  | B  | H  | B  | Plymouth Argyle      | B  | H  | H (H) | B  | B  | H     | T  | () | T  | B (H) | H     | B  | B  | T  | B  | H  | T  | B  | T  | B  | T  | T  | B  | Plymouth Argyle      |
| Preston North End    | B | B | T | B | H | H | B | T | H | T  | H  | H  | B  | H  | B  | H  | H  | H  | H  | T  | H  | B  | T  | Preston North End    | T  | B  | H     | H  | T  | T     | B  | () | T  | H (H) | B     | H  | B  | H  | T  | B  | H  | H  | B  | B  | B  | B  | H  | Preston North End    |
| Portsmouth           | H | H | H | B | B | B | H | B | H | T  | B  | B  | H  | B  | T  | () | () | H  | T  | H  | B  | T  | B  | Portsmouth           | B  | T  | B (B) | T  | T  | B (B) | H  | B  | T  | T     | T     | B  | T  | B  | B  | T  | B  | B  | H  | T  | T  | H  | H  | Portsmouth           |
| Queens Park Rangers  | B | H | H | T | H | H | B | B | B | B  | H  | H  | H  | B  | B  | H  | T  | H  | T  | T  | H  | T  | B  | Queens Park Rangers  | H  | T  | T     | T  | T  | B     | B  | T  | B  | T     | B     | B  | B  | B  | H  | B  | H  | T  | H  | T  | B  | B  | T  | Queens Park Rangers  |
| Sheffield United     | T | H | H | T | T | T | H | T | T | B  | B  | T  | T  | T  | T  | H  | T  | T  | H  | T  | T  | T  | B  | Sheffield United     | H  | B  | T     | T  | T  | B     | T  | T  | T  | T     | B     | T  | T  | H  | T  | T  | B  | B  | B  | T  | B  | T  | H  | Sheffield United     |
| Sheffield Wednesday  | T | B | B | B | H | B | T | H | T | B  | H  | T  | B  | T  | B  | H  | T  | T  | H  | B  | T  | T  | H  | Sheffield Wednesday  | B  | T  | H     | B  | H  | T     | H  | B  | T  | B     | B     | B  | T  | T  | B  | H  | B  | H  | B  | B  | T  | H  | H  | Sheffield Wednesday  |
| Stoke City           | T | B | B | T | B | B | B | T | H | H  | H  | B  | T  | T  | H  | H  | H  | B  | B  | B  | H  | B  | B  | Stoke City           | T  | H  | H     | H  | B  | H     | T  | () | B  | T     | B (B) | H  | B  | T  | B  | T  | H  | H  | T  | T  | B  | B  | H  | Stoke City           |
| Sunderland           | T | T | T | T | B | T | B | T | H | T  | T  | T  | H  | H  | H  | H  | H  | B  | T  | H  | T  | T  | H  | Sunderland           | B  | T  | T     | H  | T  | H     | T  | H  | T  | B     | B     | T  | T  | H  | B  | T  | T  | H  | B  | B  | B  | B  | B  | Sunderland           |
| Swansea City         | B | T | H | B | T | T | H | B | H | B  | H  | B  | T  | T  | B  | B  | T  | H  | H  | T  | B  | B  | T  | Swansea City         | T  | B  | H     | B  | B  | B     | B  | T  | B  | B     | T     | H  | T  | B  | B  | H  | T  | T  | T  | T  | T  | B  | H  | Swansea City         |
| Watford              | T | T | T | B | H | B | T | B | T | B  | B  | T  | T  | B  | T  | H  | T  | H  | () | H  | T  | B  | T  | Watford              | B  | B  | B (H) | T  | B  | B     | B  | H  | B  | T     | T     | H  | B  | T  | B  | H  | B  | T  | B  | B  | B  | B  | H  | Watford              |
| West Bromwich Albion | T | H | T | T | T | T | B | B | H | H  | H  | H  | H  | H  | T  | H  | H  | H  | H  | T  | B  | T  | B  | West Bromwich Albion | H  | T  | H     | H  | B  | T     | B  | T  | B  | H     | T     | H  | T  | H  | H  | B  | B  | B  | T  | B  | B  | H  | T  | West Bromwich Albion |
| Đội \ Vòng           | 1 | 2 | 3 | 4 | 5 | 6 | 7 | 8 | 9 | 10 | 11 | 12 | 13 | 14 | 15 | 16 | 17 | 18 | 19 | 20 | 21 | 22 | 23 | Đội                  | 24 | 25 | 26    | 27 | 28 | 29    | 30 | 31 | 32 | 33    | 34    | 35 | 36 | 37 | 38 | 39 | 40 | 41 | 42 | 43 | 44 | 45 | 46 | Đội                  |

## Play-off thăng hạng
|  | Bán kết | Bán kết             | Bán kết | Bán kết    | Bán kết |   |   | Chung kết        | Chung kết | Chung kết |  |
|  |         |                     |         |            |         |   |   |                  |           |           |  |
|  | 3       | Sheffield United    | 3       | 3          | 6       |   |   |                  |           |           |  |
|  | 3       | Sheffield United    | 3       | 3          | 6       |   |   |                  |           |           |  |
|  | 6       | Bristol City        | 0       | 0          | 0       |   |   |                  |           |           |  |
|  | 6       | Bristol City        | 0       | 0          | 0       |   | 3 | Sheffield United | 1         |           |  |
|  |         |                     |         |            |         |   | 3 | Sheffield United | 1         |           |  |
|  |         |                     | 4       | Sunderland | 2       |   |   |                  |           |           |  |
|  | 4       | Sunderland (s.h.p.) | 4       | Sunderland | 2       | 2 | 1 | 3                |           |           |  |
|  | 4       | Sunderland (s.h.p.) |         |            |         |   |   | 3                |           |           |  |
|  | 5       | Coventry City       | 1       | 1          | 2       |   |   |                  |           |           |  |

### Bán kết
Lượt đi
| Bristol City | 0-3      | Sheffield United                                  |
| ------------ | -------- | ------------------------------------------------- |
|              | Chi tiết | - Burrows 45+3' (ph.đ.) - Brooks 73' - O'Hare 79' |

| Coventry City | 1–2      | Sunderland                 |
| ------------- | -------- | -------------------------- |
| - Rudoni 70'  | Chi tiết | - Isidor 68' - Mayenda 88' |

Lượt về
| Sheffield United                     | 3–0      | Bristol City |
| ------------------------------------ | -------- | ------------ |
| - Moore 41' - Hamer 52' - O'Hare 83' | Chi tiết |              |

Sheffield United thắng với tổng tỷ số 6-0.
| Sunderland       | 1–1 (s.h.p.) | Coventry City     |
| ---------------- | ------------ | ----------------- |
| - Ballard 120+2' | Chi tiết     | - Mason-Clark 76' |

Sunderland thắng với tổng tỷ số 3–2.

### Chung kết
| Sheffield United | 1–2      | Sunderland                   |
| ---------------- | -------- | ---------------------------- |
| - Campbell 25'   | Chi tiết | - Mayenda 76' - Watson 90+5' |

## Thống kê

### Ghi bàn hàng đầu
| Hạng | Cầu thủ            | Câu lạc bộ          | Bàn thắng |
| ---- | ------------------ | ------------------- | --------- |
| 1    | Joël Piroe         | Leeds United        | 19        |
| 2    | Josh Brownhill     | Burnley             | 18        |
| 2    | Borja Sainz        | Norwich City        | 18        |
| 4    | Josh Sargent       | Norwich City        | 15        |
| 5    | Tommy Conway       | Middlesbrough       | 13        |
| 5    | Wilson Isidor 1    | Sunderland          | 13        |
| 5    | Josh Windass       | Sheffield Wednesday | 13        |
| 8    | Finn Azaz          | Middlesbrough       | 12        |
| 8    | Zian Flemming      | Burnley             | 12        |
| 8    | Mihailo Ivanović   | Millwall            | 12        |
| 8    | Daniel James       | Leeds United        | 12        |
| 8    | Josh Maja          | West Bromwich       | 12        |
| 8    | Anis Mehmeti       | Bristol City        | 12        |
| 8    | Emil Riis Jakobsen | Preston North End   | 12        |
| 8    | Callum Robinson    | Cardiff City        | 12        |
| 8    | Haji Wright        | Coventry City       | 12        |

- 1 Bao gồm 1 bàn thắng ở Play-off Vô địch.

#### Hat-trick
- H (= Home): Sân nhà
- A (= Away): Sân khách
- (4) : ghi được 4 bàn thắng

| Stt | Cầu thủ               | Đội           | Thi đấu với         | Tỷ số   | Ngày                |
| --- | --------------------- | ------------- | ------------------- | ------- | ------------------- |
| 1   | Josh Maja             | West Bromwich | Queens Park Rangers | 3–1 (A) | Vòng 1, 10/8/2024   |
| 2   | Borja Sainz           | Norwich City  | Derby County        | 3–2 (A) | Vòng 7, 28/9/2024   |
| 3   | Tom Cannon(4)         | Stoke City    | Portsmouth          | 6–1 (H) | Vòng 8, 2/10/2024   |
| 4   | Vakoun Issouf Bayo(4) | Watford       | Sheffield Wednesday | 6–2 (A) | Vòng 13, 2/11/2024  |
| 5   | Emmanuel Latte Lath   | Middlesbrough | Oxford United       | 6–2 (A) | Vòng 16, 23/11/2024 |
| 6   | Borja Sainz           | Norwich City  | Plymouth            | 6–1 (H) | Vòng 17, 26/11/2024 |
| 7   | Callum Lang(4)        | Portsmouth    | Coventry City       | 4–1 (H) | Vòng 22, 21/12/2024 |
| 8   | Haji Wright           | Coventry City | Sunderland          | 3–0 (H) | Vòng 38, 15/3/2025  |
| 9   | Colby Bishop          | Portsmouth    | Norwich             | 5–3 (A) | Vòng 43, 18/4/2025  |
| 10  | Joël Piroe(4)         | Leeds United  | Stoke City          | 6–0 (H) | Vòng 44, 21/4/2025  |

### Kiến tạo hàng đầu
| Hạng | Cầu thủ         | Câu lạc bộ       | Kiến tạo |
| ---- | --------------- | ---------------- | -------- |
| 1    | Tom Fellows     | West Bromwich    | 14       |
| 1    | Josh Murphy     | Portsmouth       | 14       |
| 3    | Jack Rudoni     | Coventry City    | 12       |
| 3    | Manor Solomon   | Leeds United     | 12       |
| 5    | Finn Azaz       | Middlesbrough    | 11       |
| 6    | Junior Firpo    | Leeds United     | 10       |
| 7    | Daniel James    | Leeds United     | 9        |
| 8    | Max Bird        | Bristol City     | 8        |
| 8    | Gustavo Hamer   | Sheffield United | 8        |
| 8    | Patrick Roberts | Sunderland       | 8        |
| 11   | 7 cầu thủ       | 7 cầu thủ        | 7        |

### Số trận giữ sạch lưới
| Hạng | Cầu thủ            | Câu lạc bộ        | Số trận sạch lưới |
| ---- | ------------------ | ----------------- | ----------------- |
| 1    | James Trafford     | Burnley           | 29                |
| 2    | Michael Cooper 2   | Sheffield United  | 23                |
| 3    | Illan Meslier      | Leeds United      | 21                |
| 4    | Lukas Jensen       | Millwall          | 14                |
| 4    | Viktor Johansson   | Stoke City        | 14                |
| 4    | Anthony Patterson  | Sunderland        | 14                |
| 4    | Lawrence Vigouroux | Swansea City      | 14                |
| 8    | Jamie Cumming      | Oxford United     | 13                |
| 8    | Aynsley Pears      | Blackburn Rovers  | 13                |
| 8    | Freddie Woodman    | Preston North End | 13                |

- 2 : Bao gồm 2 trận ở Play-off Vô địch.

### Kỷ luật

#### Cầu thủ
- Nhận nhiều thẻ vàng nhất: 13 thẻ
  -  Gustavo Hamer (Sheffield United)
- Nhận nhiều thẻ đỏ nhất: 3 thẻ
  -  Liam Walsh (Luton Town)

#### Câu lạc bộ
- Nhận nhiều thẻ vàng nhất: 116 thẻ
  - Portsmouth
- Nhận ít thẻ vàng nhất: 67 thẻ
  - Middlesbrough
- Nhận nhiều thẻ đỏ nhất: 7 thẻ
  - Luton Town
- Nhận ít thẻ đỏ nhất: 0 thẻ
  - Derby County
  - Leeds United
  - Oxford United
  - Stoke City

## Giải thưởng

### Hàng tháng
| Tháng    | Huấn luyện viên | Huấn luyện viên  | Cầu thủ            | Cầu thủ          | Tk.     |
| -------- | --------------- | ---------------- | ------------------ | ---------------- | ------- |
| Tháng 8  | Régis Le Bris   | Sunderland       | Mark Harris        | Oxford United    | [ 99 ]  |
| Tháng 9  | Chris Wilder    | Sheffield United | Borja Sainz        | Norwich City     | [ 100 ] |
| Tháng 10 | Régis Le Bris   | Sunderland       | Borja Sainz        | Norwich City     | [ 101 ] |
| Tháng 11 | Chris Wilder    | Sheffield United | Finn Azaz          | Middlesbrough    | [ 102 ] |
| Tháng 12 | Daniel Farke    | Leeds United     | Ephron Mason-Clark | Coventry City    | [ 103 ] |
| Tháng 1  | Gary Rowett     | Oxford United    | James Trafford     | Burnley          | [ 104 ] |
| Tháng 2  | Daniel Farke    | Leeds United     | Daniel James       | Leeds United     | [ 105 ] |
| Tháng 3  | Chris Wilder    | Sheffield United | Tyrese Campbell    | Sheffield United | [ 106 ] |
| Tháng 4  | Scott Parker    | Burnley          | Josh Brownhill     | Burnley          | [ 107 ] |

### Hàng năm
| Giải thưởng              | Người thắng     | Đội              |
| ------------------------ | --------------- | ---------------- |
| Cầu thủ của mùa giải     | Gustavo Hamer   | Sheffield United |
| Cầu thủ trẻ của mùa giải | Jobe Bellingham | Sunderland       |
| Cầu thủ mới của mùa giải | Chris Rigg      | Sunderland       |

Đội hình của mùa giải
| Vt. | Cầu thủ          | Đội              | Tk.     |
| --- | ---------------- | ---------------- | ------- |
| TM  | James Trafford   | Burnley          | [ 111 ] |
| HV  | Jayden Bogle     | Leeds United     | [ 111 ] |
| HV  | Maxime Estève    | Burnley          | [ 111 ] |
| HV  | CJ Egan-Riley    | Burnley          | [ 111 ] |
| HV  | Harrison Burrows | Sheffield United | [ 111 ] |
| TV  | Jobe Bellingham  | Sunderland       | [ 111 ] |
| TV  | Ao Tanaka        | Leeds United     | [ 111 ] |
| TV  | Gustavo Hamer    | Sheffield United | [ 111 ] |
| TĐ  | Daniel James     | Leeds United     | [ 111 ] |
| TĐ  | Borja Sainz      | Norwich City     | [ 111 ] |
| TĐ  | Josh Sargent     | Norwich City     | [ 111 ] |
| HLV | Scott Parker     | Burnley          | [ 111 ] |